# NN-267
La carretera NN‑267 es una vía departamental secundaria del departamento de Chinandega, al occidente de Nicaragua. Tiene una longitud aproximada de 8.6 kilómetros y conecta las comunidades rurales de La Grecia y Casa Blanca. Fue inaugurada en 2024 como parte de las obras de conectividad rural del MTI.

## Trazado y cruces
La siguiente tabla muestra su recorrido, localidades y principales conexiones:
| km  | Localidad                  | Departamento | Conexión / Ruta |
| --- | -------------------------- | ------------ | --------------- |
| 0.0 | La Grecia                  | Chinandega   |                 |
| 4.3 | Comunidad intermedia rural | Chinandega   |                 |
| 8.6 | Cruce a Casa Blanca        | Chinandega   |                 |